# Matagorda megye
Matagorda megye az Amerikai Egyesült Államokban, azon belül Texas államban található. Megyeszékhelye és legnagyobb városa Bay City. Lakosainak száma 36 255 fő (2020. április 1.). Matagorda megye Wharton, Brazoria, Calhoun és Jackson megyékkel határos.

## Népesség
A megye népességének változása:
| Lakosok száma | 36 725 | 36 717 | 36 580 | 36 592 | 36 770 | 36 840 | 36 255 |
|               | 2010   | 2011   | 2012   | 2013   | 2015   | 2017   | 2020   |